# 李雁宾

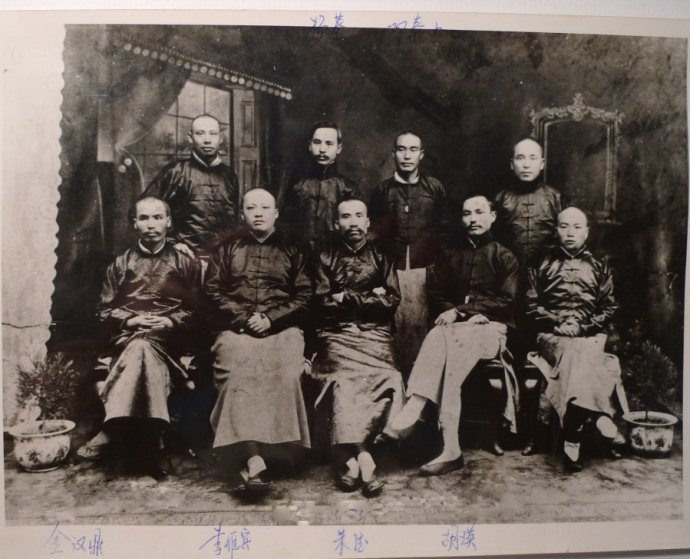
1921年朱德任云南警察厅长时与胡瑛及部分滇军将领合影。前排：左1金漢鼎 左2李雁宾 左3朱德 左4胡瑛。后排：左2杨蓁 左3邓泰中。

李雁宾（1888年—1950年1月18日）云南省永善县桧溪人，中国民主革命家，中华民国军事将领。

## 生平
1908年20岁时，李雁宾毕业于云南优级师范学堂，1909年考入云南陆军讲武堂丙班，因成绩优异而同朱德、卢焘等人被选入特别班，在校期间还加入中国同盟会。1911年，李雁宾自讲武堂毕业，被分配到陆军第十九镇第三十七协（蔡锷任协统）七十三标任见习官。武昌起义爆发后，昆明爆发重九起义，李雁宾参加起义，并被升为连长。
后来，唐继尧为扩大反对袁世凯的力量，派李雁宾、胡瑛、吴传声等人携带武器弹药赴贵州王文华部协助训连新军。王文华任团长，李雁宾任团副、团参谋长。1915年，唐继尧嘱咐李雁宾在贵州抓紧训练新军，联络各种反袁力量，调查各方面虚实，作好迎击北洋军的准备。1915年冬，袁世凯称帝，李雁宾迅速返回云南。1915年12月21日召开了准备起义的第四次军事会议，12月23日召开第五次军事会议。会后，蔡锷、唐继尧、戴戡、李雁宾等39人歃血为盟，为反袁而宣誓。1915年12月25日，云南宣布独立，发动护国战争。1916年1月27日，贵州宣布独立。李雁宾在策动云贵联合反袁的过程中发挥了重要作用。云南起义之后，李雁宾应戴戡之邀赴川南参加綦江战役，暂任右翼军总司令部副官长，后任前敌指军官，和团长熊其勋一起指挥战斗。1916年2月24日，护国军兵分三路进攻綦江，同北洋军战斗1个月，歼敌数千。护国战争结束后，黔军第一团扩编为陆军第一师，李雁宾出任该师参谋长兼第一旅旅长。
1917年，孙中山在广州成立护法军政府，开始护法战争。同年8月，王文华就任黔军总司令，任命李雁宾为黔军参谋长兼第一纵队司令，率黔军入四川进攻重庆北洋军长江上游总司令吴光新部。吴光新败退撤离重庆。黔军于12月2日占领重庆。此后，李雁宾率部继续向北进攻，先后占领了隆昌、内江、资中、简阳等地。
1918年，李雁宾回到贵阳，任贵州警察厅厅长。1921年，王文华遇刺身亡，贵州政局陷入混乱，李雁宾辞职回到云南。在云南，唐继尧任命其担任云南讲武堂将校队总队附（唐继尧任总队长），后来又任云南驻沪代表。此后，唐继尧任命其担任总参谋长，授陆军中将。由于云南政局混乱，不断发生内讧，李雁宾遂辞职并隐居昆明，脱离政界。
龙云任云南省主席后，曾任命李雁宾为云南造纸厂厂长、云南省政府总参议等职务。护国运动后，龙云多次任命李雁宾为其代表，在广东、广西、云南、西康间往返，同李宗仁、白崇禧、陈济棠、刘湘、刘文辉等联系，共同商议联合反蒋事宜。1938年，四川、云南、西康三省秘密签订协议，决定一致抗战、联合反蒋。龙云又派李雁宾赴雅安，同刘文辉进行具体协商并达成协议，政治上由刘文辉同中国共产党联系，军事上由龙云主要负责。滇康双方共同投资创办“正成商行”，以开展经济合作，李雁宾出任该商行的董事长。
抗日战争时期，在昆明的学生运动中，李雁宾支持民主，多次向龙云进言。1947年昆明学生举行反美运动，遭到政府镇压，李雁宾、白小松、徐嘉瑞等名人联合上书云南省主席卢汉，声援学生。
1949年，中共滇桂黔边区纵队（简称“边纵”）副司令朱家璧致信李雁宾，请其多做上层工作，并请其四子李师纲为边纵提供军事情报，李雁宾均答应。1949年5月至9月，国军第26军进攻滇东南边纵时，李师纲接连向边纵提供第26军的情报，由李雁宾转交朱家璧。云南起义之前，李雁宾在家中养病，但仍同白小松商议支持新政权的计划。云南起义之后，李雁宾、白小松发动地方名人筹组拥护人民政府的“拥政会”，李雁宾任会长。当时，李雁宾因病重住院，朱家璧在抵达昆明后的第三天即到医院探视李雁宾。
1950年1月18日，李雁宾因心脏病在昆明逝世。享年63岁。